# Jacques Barzun

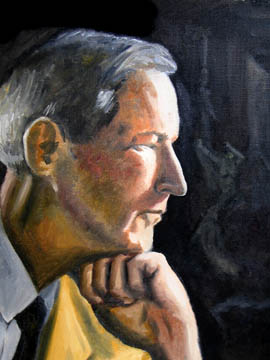
Jacques Barzun

Jacques Martin Barzun (* 30. November 1907 in Créteil bei Paris; † 25. Oktober 2012 in San Antonio) war ein US-amerikanischer Historiker und Hochschullehrer in den Bereichen Literatur, Erziehungswissenschaft und Kulturgeschichte.

## Leben
Barzun wurde in Frankreich geboren und wurde 1920 zur Ausbildung in die Vereinigten Staaten geschickt. Er absolvierte seine gesamte Ausbildung an der Columbia University in New York City, wo er 1932 promovierte. Er war Mitglied der „Philolexian Society“, einer Gruppe, die sich der Rhetorik und der Debatte widmet. Barzun lehrte von 1928 bis 1955 an der Columbia University, ab 1935 als Seth Low Professor of History (eine Professur, die von 1967 bis 1997 von Barzuns Schüler Fritz Stern bekleidet wurde). Während dieser Zeit wurde er einer der Mitbegründer der Disziplin der Kulturgeschichte. Von 1955 bis 1958 war er Dekan der Graduate School an der Columbia University.
Barzun heiratete 1936 Mariana Lowell, eine Violinistin aus Boston, mit der er drei Kinder hat. Nach ihrem Tod 1979 heiratete er 1980 Marguerite Lee Davenport, mit der er bis zu seinem Tod in San Antonio, Texas, lebte und arbeitete.

## Werk

From Dawn to Decadence, Ausgabe 2001

Zu Barzuns Berühmtheit trug bei, dass er mit seinem Kollegen, dem Kritiker Lionel Trilling, den „Großen-Bücher-Kurs“ an der Columbia University unterrichtete. Dieser Kurs dauerte insgesamt vier Semester; er behandelte die wichtigsten Werke und Denker der abendländischen Zivilisation.
Zu seinen einflussreichsten Werken gehören Darwin, Marx and Wagner (1941), Teacher in America (1945), The House of Intellect (1959), Classic, Romantic and Modern  (1961) und Science: The Glorious Entertainment (1964). Auch im Ruhestand war er als Schriftsteller aktiv. Eines seiner jüngeren Bücher, From Dawn to Decadence: 500 Years of Western Cultural Life, 1500 to the Present (2000), stand auf der Bestsellerliste der New York Times. Nach den meisten Historikern, Kritikern und Zeitungen gilt dieses Buch als ein starker Überblick über Kultur und Zivilisation des Abendlandes. Darüber hinaus hat Barzun etwa 30 Bücher veröffentlicht, außerdem zahlreiche Rezensionen und Aufsätze. Er gilt auch als Experte bezüglich der Werke von Hector Berlioz.
1954 wurde Barzun in die American Academy of Arts and Sciences gewählt. Die American Philosophical Society, der er seit 1984 als Mitglied angehörte, hat Barzun mit ihrem bedeutendsten Preis anerkannt, den sie als The Jacques Barzun Prize in Cultural History bezeichnet. Seit 1993 hat die Society mit diesem Preis die besten Kulturhistoriker ausgezeichnet. 2003 erhielt Barzun die höchste Ehrung der USA für Zivilisten, die Presidential Medal of Freedom. Die American Academy of Arts and Letters, deren Mitglied er seit 1952 war, hat ihm zweimal ihre Gold Medal for Criticism verliehen.

## Schriften
- 1932 The French Race
- 1937 Race: a Study in Superstition
- 1939 Of human freedom
- 1941 Darwin, Marx, Wagner: Critique of a Heritage
- 1943 Romanticism and the Modern Ego
- 1945 The Teacher in America
- 1951 Pleasures of Music
- 1954 God's Country and Mine: A Declaration of Love, Spiced with a Few Harsh Words
- 1956 Music in American Life
- 1956 The Energies of Art
- 1959 The House of Intellect
- 1961 The Delights of Detection
- 1961 Classic, Romantic, and Modern
- 1964 Science: The Glorious Entertainment
- 1967 What Man Has Built (introductory booklet to the Great Ages of Man book series)
- 1968 The American University: How It Runs, Where It Is Going
- 1969 Berlioz and the Romantic Century (3. Aufl.)
- 1971 On Writing, Editing, and Publishing
- 1971 A Catalogue of Crime (with Wendell Hertig Taylor)
- 1974 Clio and the Doctors
- 1974 The Use and Abuse of Art
- 1975 Simple and Direct: A Rhetoric for Writers
- 1982 Critical Questions
- 1983 A Stroll with William James
- 1986 A Word or Two Before You Go: Brief Essays on Language
- 1989 The Culture We Deserve: A Critique of Disenlightenment
- 1991 Begin Here: The Forgotten Conditions of Teaching and Learning
- 2000 From Dawn to Decadence: 500 Years of Western Cultural Life, 1500 to the Present
- 2002 A Jacques Barzun Reader
- 2003 The Modern Researcher (6. Auflage) (mit Henry F. Graff)